# 紫の夜を越えて
「紫の夜を越えて」（むらさきのよるをこえて）は、日本のロックバンド・スピッツの楽曲。2021年3月25日のスピッツメジャーデビュー30周年と同時にユニバーサルJより通算44作目のシングルとして配信限定で発売された。TBS系『news23』エンディングテーマとして使用。

## 概要
本楽曲は、前作『猫ちぐら』よりおよそ9か月ぶりとなるリリースで、2021年の3月25日のスピッツメジャーデビュー30周年と同時に配信開始された。ジャケットはインドネシアのイラストレーター、Elicia Edijantoが担当した。
ミュージックビデオは、メンバーが何ヶ所に設置した蛍光灯に囲まれながら演奏する様子が映し出される。同ビデオに登場する女性モデルは渡辺李花子で、タクシーの中のシーンでは、渡辺がスノードームを持っている。
ライブでは、2021年に行われたアリーナツアー「SPITZ JAMBOREE TOUR 2021 "NEW MIKKE"」にて、本編最後の曲として初披露された。

## 評価
- いしわたり淳治は、テレビ朝日系「関ジャム 完全燃SHOW」に出演した際に「2021年の年間マイベスト」第6位に本楽曲を選出。注目した歌詞は「なぐさめで崩れるほどの ギリギリをくぐり抜けて」の部分だといい、「傷ついた誰かを慰める歌はたくさんあったが、傷ついた側の「相手に慰めを言わせてしまっている」という申し訳なさのような感情にスポットライトを当てた歌は少ない。上手く言葉にならない悔しさみたいな感情の存在を認めた上でその向こう側まで前向きにさらりと歌われていて素敵だと思いましたとコメントした[6][7]。

## チャート成績
2021年3月25日に配信開始した本楽曲は、同月31日公開（集計期間：2021年3月22日～3月28日）の「Billboard Japan Download Songs」にて初登場1位（14,971DL）を獲得。総合チャート「Billboard Japan Hot 100」では20位を記録している。翌週はダウンロード、総合ともに順位を落としたものの、ラジオでは1位を獲得した。

## アートエディション
2021年7月7日に、完全数量限定生産・UNIVERSAL MUSIC STORE限定販売でアートエディションとしてフィジカルリリースされた。シングルのフィジカルリリースは「優しいあの子」以来約1年9か月振りとなる。
「紫の夜を越えて」1曲入りのCD＋7インチアナログ盤の豪華2枚組で、CDはピクチャーディスク、7インチ盤のB面にはエッチング加工が施されている。CDのマスタリングをスティーブン・マーカソン、7インチ盤のマスタリングとカッティングを小鐡徹がそれぞれ担当しており、2種類の音質を楽しめる。ジャケットは配信ジャケットと同じだが、配信ジャケット用に描かれた絵柄に加え、今作品の為に新たなペインティングが描き下ろされ、楽曲の世界観がパッケージ全体に鮮明に表現されている。加えて、草野マサムネの手書きによる歌詞カード（プリント）が封入されているなど、スペシャルな仕様になっている。
また、7インチシングルのリリースは1997年に発売された「渚/スカーレット」以来約24年ぶりとなった。

## 参加ミュージシャン
- 草野マサムネ - Vocals, Guitar
- 三輪テツヤ - Guitar
- 田村明浩 - Bass
- 崎山龍男 - Drums